# Konceptualna leksikografija
Konceptualna leksikografija područje je leksikografije koje se bavi izradom rječnika u kojima su riječi poredane po sličnosti značenja (konceptualni rječnici) u teoriji i praksi. Također se još naziva i pojmovnom leksikografijom.
U konceptualnim rječnicima riječi su podijeljene po konceptima (temama). Izbor i broj koncepata arbitraran je i ovisi, između ostalog, o opsegu samog konceptualnog rječnika. 
U odnosu na abecednu leksikografiju za konceptualnu se leksikografiju smatra da je sličnija načinu na koji ljudski mozak skladišti informacije i da bolje prikazuje značenjski povezane riječi. Najvećim nedostatkom konceptualne leksikografije smatra se nemogućnost određivanja univerzalne i stalne liste koncepata te raspodjele riječi po konceptima.

## Povijest konceptualnih rječnika
Konceptualni rječnici nastali su zbog dvije potrebe: potrebe za obrazovanjem, tj. učenjem stranog jezika (tzv. pedagoško-leksikografska tradicije), i potrebe za ovladavanjem univerzumom (tzv. retoričko-filozofska tradicija).
Iz pedagoško-leksikografske tradicije nastali su prvi konceptualni rječnici - dvojezični sumersko-akadski rječnici stvoreni u 3. tisućljeću prije nove ere; time su i prvi rječnici uopće.

## Vrste konceptualnih rječnika
TezaurusNajreprezentativniji je primjer konceptualnog rječnika. Prvi i najpoznatiji tezaurus je Rogetov tezaurus objavljen 1852. godine. Digitalizacijom tezaurusa stvoreni su i vizualni tezaurusi koji prikazuju mreže značenjski povezanih riječi.
Slikovni rječniciNastali su u 17. stoljeću. U ovakvim su rječnicima pomoću slika objekata, lokacija, itd. objašnjeni pojmovi vezani uz prikazano.
Vokabulariji i vulgarijiDvojezični (ponekad i višejezični) tematski spiskovi riječi s latinskim jezikom. Vokabulariji (vokabule) nastali su u srednjom vijeku i započinjali su s pojmovima vezanim uz Boga i nebesa, a završavali su s pojmovima vezanim uz zemlju i čovjeka. Vulgariji su pisani u renesansnom periodu, a raspored tema bio je suprotan od onog u vokabularijima - tj. počinjali su s čovjekom, a završavali s Bogom.
Tezaurusi za putnikeMali frazeološki priručnici namijenjeni putnicima kao pomoć putnicima pri komunikaciji u stranim zemljama.
Hibridni oblici rječnikaPojavom elektroničkih rječnika pojavila se nova hibridna vrsta rječnika. Tu se uglavnom radi o abecednim rječnicima koji imaju mogućnost prikazivanja popisa značenjski povezanih riječi.